# Colchicum luteum
Colchicum luteum är en tidlöseväxtart som beskrevs av John Gilbert Baker. Colchicum luteum ingår i tidlösasläktet, och familjen tidlöseväxter. Inga underarter finns listade i Catalogue of Life.
Artens utbredningsområde är i östra Afghanistan, Centralasien och västra Himalaya.

## Bilder

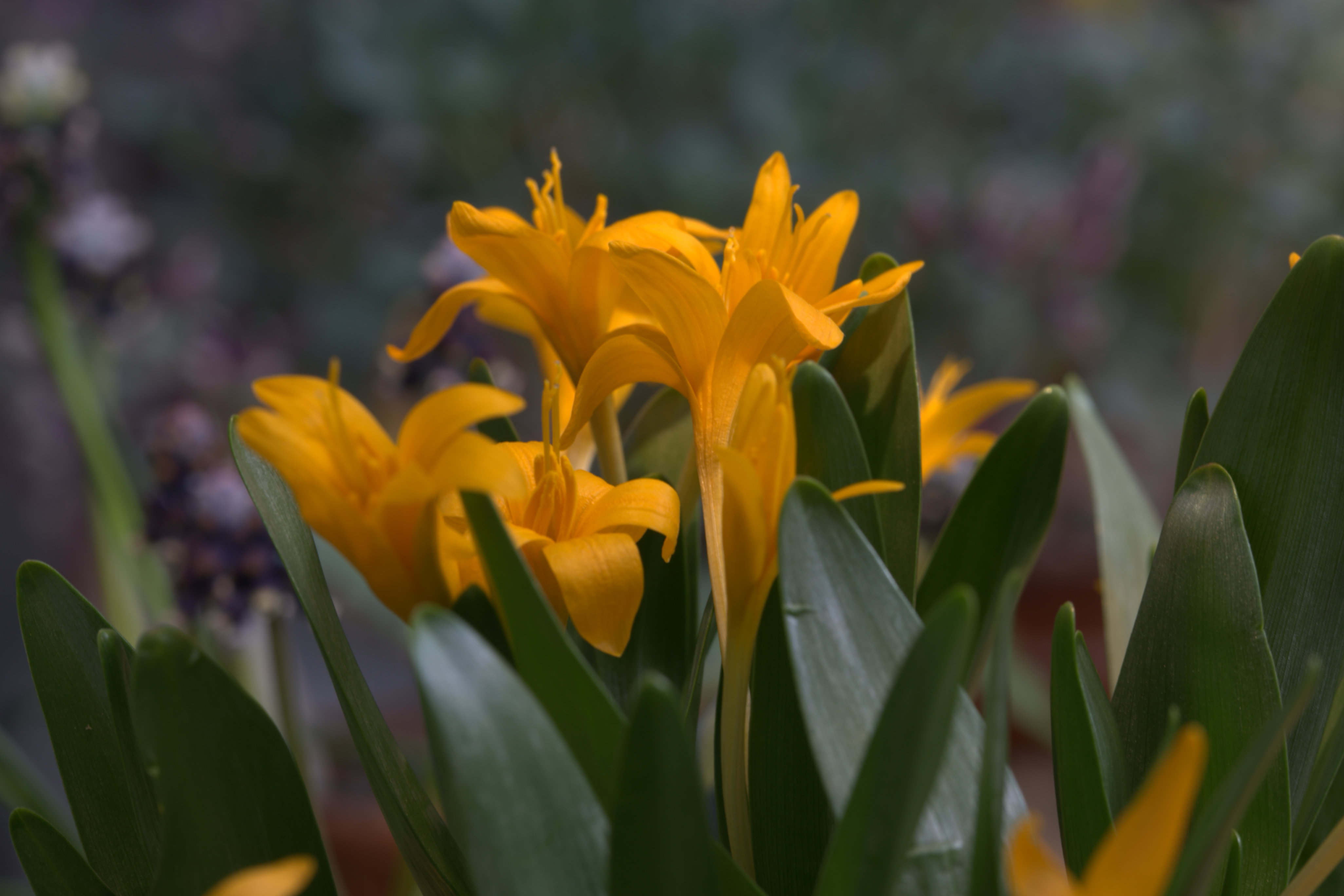